# Fokas Holthuis
Fokas Holthuis (31 augustus 1964) is de oprichter en eigenaar van Antiquariaat Fokas Holthuis in Den Haag, en werkt daar sedert 11 april 1994 samen met Paul Snijders. Ze zijn gespecialiseerd in literaire handschriften, bibliofiele boeken en andere bijzondere uitgaven.

## Biografie
Fokas Holthuis werd geboren als zoon van een huisarts, studeerde algemene literatuurwetenschap aan de Universiteit van Nijmegen, stopte zijn studie en begon op 11 april 1994 zijn eigen antiquariaat. Hij ontwikkelde zich al snel tot specialist in literaire handschriften, opdrachtexemplaren en bibliofiele uitgaven. Hij is lid van het Genootschap voor Tegennatuurlijke Letteren. Hij was enkele jaren redactielid van het Nijmeegse literaire tijdschrift Parmentier.
Holthuis is vooral bekend door de collecties die hij aanbood van handschriften en zeldzame uitgaven van Willem Frederik Hermans, Gerard Reve, Gerrit Komrij en Hans Warren.
Hij werd tevens bekend als eigenaar van de stoelen en prullenbak uit de nalatenschap van Louis Couperus. Maar ook bezat hij het bureau van Marcellus Emants en bijzondere items rond Boudewijn Büch en Willem de Mérode.
In het najaar van 2014 verscheen in opdracht van zijn antiquariaat de uitgave: Menno Voskuil, Lagere aap. Het leven van Kees Lekkerkerker, ter gelegenheid van de overdracht van het J. Slauerhoff-archief, afkomstig van Lekkerkerker, die diens werk en dagboek verzorgde, aan het NLMD. (Van die uitgave verschenen 15 luxe exemplaren, gebonden door Binderij Phoenix.)

### Bijzondere antiquariaatscatalogi
- A.L. Snijders, Rug misschien licht vuil (2009)
- Hans Warren, Twee nagelaten gedichten (2011[=2012])
- Prisma van de twintigste eeuw: D.A.M. Binnendijk. (catalogus 59, november 2012) [luxe catalogus in een oplage van 15 exemplaren, allemaal 'postuum' gesigneerd, voorzien van een origineel ex libris van Binnendijk en van een originele foto van Binnendijk van rond 1933]